# 中华双扇蕨
中华双扇蕨（学名：Dipteris chinensis），为双扇蕨科双扇蕨属下的一个植物种。